# Puppet Master (película)
Puppet Master (también conocida en inglés como Puppetmaster y Puppet Master I. En español: El amo de las marionetas o El juguetero del diablo) es una película de horror de 1989, escrita por Charles Band y Kenneth J. Hall y dirigida por David Schmoeller. Es la primera película en la franquicia de Puppet Master y está protagonizada por Robin Frates, Paul Le Mat, Irene Miracle, Matt Roe y Kathryn O'Reilly como psíquicos que se enfrenta a un excolega, utilizando títeres animados por un hechizo egipcio. Originalmente concebida para el lanzamiento en cine en el verano de 1989, antes de ser lanzada en vídeo casero el siguiente septiembre, Puppet Master fue finalmente impulsada a un lanzamiento directo a vídeo el 12 de octubre de 1989, ya que Band sentía que podía ganar más dinero de esta manera de la que le habría sido posible en el mercado del cine. La película fue muy popular en el mercado de vídeo y ha desarrollado un gran seguimiento de culto que ha llevado a la producción de nueve secuelas.

## Argumento
La historia empieza en 1939 en el viejo hotel Bodega Bay Inn, donde el marionetero francés André Toulon se encuentra pintando a Jester en una de las habitaciones.
Afuera, un auto con dos agentes de negro llega y entran al establecimiento siendo todo esto observado por la marioneta Blade, que se apura por llegar al cuarto cuanto antes. Los hombres nazis esperan el ascensor mientras un Blade exhausto que se había colado en otro ascensor llega primero y André lo recibe tranquilizándolo, ya que sabía que ellos venían. Luego coloca a todas sus marionetas y papeles en su maleta-estuche y lo guarda ocultándolo en un panel oculto en la pared que rápidamente tapa para que nadie lo descubra. El marionetero saca un revólver, se sienta y se dispara un tiro en la boca antes de que lleguen los agentes nazis. 
En la época actual, en la Universidad de Yale, el profesor de antropología Alex Whitaker tiene un sueño premonitorio de una joven bailando lentamente con un hombre que lleva una máscara y que luego apunta con un arma, diciéndole "no puedes salvarla". Se despierta, pero resulta ser otro sueño donde tiene sanguijuelas en el pecho. Cuando finalmente despierta decide contactar a todos sus colegas psíquicos: por un lado Dana, que trabaja en una feria y que mientras utilizaba la adivinación con una pareja tiene un sueño premonitorio de su muerte, y por otro lado Carissa y su pareja Frank, que trabajan en un centro de investigación en la ciudad de New York y comienzan a sentir cosas mientras con un aparato de escaneo exploran los pensamientos de una chica. Cuando se reúnen coinciden en lo mismo: su compañero Neil Gallagher, que se encontraba en el viejo hotel de California desde hacía un tiempo encontró el secreto del amo de las marionetas. 
Cuando llegan al Bodega Bay Inn se enteran de que no sólo el hombre está muerto (con el ataúd abierto en el comedor) sino que la mujer que los recibe, Megan Gallagher, es la dueña y heredera del complejo y viuda del investigador; ella les entrega una nota en la que Neil deja instrucciones para que no lo entierren hasta que llegasen sus colegas. Megan y su empleada acomodan a los invitados en tres habitaciones. Dana saca de su maleta a su perro embalsamado y se dispone a hacer un hechizo para proteger la habitación mientras Alex en su cuarto vuelve a soñar con la misma escena, dándose cuenta de que la pareja del sueño son Neil y Megan bailando en una gran habitación y se despierta preocupado. Carissa tiene la premonición de una visión del pasado en la habitación donde Gallagher violó a una mujer en el ascensor y Frank le dice que hay que concentrarse en saber qué hacía Gallagher. Mientras, de dentro del ataúd sale Pinhead y salta al suelo; por la noche cenan y cuenta que cuando murieron sus padres, Neil la ayudó en los momentos difíciles y le propuso matrimonio, también que posteriormente quiso remodelar el hotel hace 2 años y que durante el primer año desarmó el lugar aunque sorpresivamente detuvo todo y en el segundo año se encerró en su proyecto. Dana le dice que él no era más que un interesado avaro, Megan se disculpa y se retira del comedor, Alex la sigue hasta afuera y le pide disculpas a ella y le cuenta que en verdad los cuatro tienen talentos ocultos: Frank y Neil estudiaron ocultismo hasta llegar a la historia de los egipcios, descubriendo que ellos podían dar vida a los objetos inanimados; Carissa tiene habilidades psicométricas; y Dana (conocida como "la bruja blanca") puede ver el futuro y ha estado buscando los secretos de los alquimistas y titiriteros de los años 20. 
Dentro, Theresa la criada prende el fuego en la chimenea y de pronto Pinhead la mata golpeándole la cabeza con uno de los atizadores, luego Megan se desmaya porque aparece el cuerpo de Neil sentado en un sillón. Cuando se despierta, Alex le cuenta que vino para que el sueño recurrente que tuvo no se cumpla, todos los demás están interesados en el secreto de André Toulón y quieren descubrirlo a toda costa. Más tarde Alex llega a su cuarto y ve que Dana hace un conjuro en la puerta para que Neil no los mate desde el más allá y él la mira extrañado al tiempo que Frank y Carissa hacen el amor para abrir un puente hacia Neil y para esto ella lo ata a la cama y lo venda. Cuando Alex entra, prende una vela de "la bruja blanca" Dana pero la marioneta Blade está en la habitación y sale por la puerta sin que lo vean, corre por el pasillo, llega a una puerta y tomando una silla mira por la cerradura a Dana. Inmediatamente la corre a la puerta de al lado y mira el acto sexual de Frank y Carissa, abre la puerta para que la marioneta Tunneler entre y se oculte en la cama; por el ruido ella se asusta y mira por debajo de la cama para ver si hay algo, descubre a Tunneler que activa su perforadora en la cabeza y corre hacia ella matándola instantáneamente. Frank pregunta qué sucede mientras se sube a la cama Miss Leech, una marioneta mujer, que deposita en el pecho de Frank varias sanguijuelas que salen de su boca, él logra abrir la venda en un ojo para ver qué pasa y grita por el dolor. Alex camina y se encuentra con Dana que no puede dormir por los ruidos que salen de la habitación de Frank y Carissa. Luego de una charla, Dana ingresa a su cuarto y ve que el cuerpo de Neil está sobre un sofá con los ojos abiertos, le hace un hechizo para que cierre los ojos pero Pinhead la agarra de las piernas inesperadamente, la tira a la cama y trata de ahorcarla; ella logra arrojarlo contra la pared y sale arrastrándose hacia el pasillo, Pinhead se repone y sale corriendo para golpearla en la cara. Dana lo arroja por el hueco de las escaleras cayendo hacia la planta baja pero aparece Blade que corre, ella llega al ascensor a tiempo y baja escapando de la garra de Blade sin tener en cuenta que abajo lo esperaba Pinhead y le vuelve a pegar. Ella se zafa y lo revolea, Blade sale del techo del ascensor tirándose hacia ella y con su mano navaja le corta el cuello muriendo desangrada ante la alegre mirada de Jester. 
Megan llama a Alex para mostrarle en qué trabajaba Neil antes de morir. Suben al piso más alto donde está todo desarmado por la construcción abandonada y llegan a un gran salón blanco donde aparece Neil con una máscara blanca, toma a Megan para bailar y luego se saca la máscara y le apunta con un arma. En ese momento se despierta pero continúa en un sueño, ya que levanta la sábana y están las cabezas de sus amigos. Él grita asustado pero ya no está soñando; En ese momento toca la puerta Megan y lo lleva arriba caminando por los mismos lugares del sueño pero en vez de terminar en un salón entran al viejo cuarto de Toulón totalmente desarmado. Allí, ella le muestra el diario íntimo y lee que las marionetas con él eran inofensivas pero no sabía qué pasaría si caían en manos equivocadas. Alex comienza a tener un nuevo sueño premonitorio de Neil esperándolo sentado en el vestíbulo, ellos bajan corriendo y encuentran a los tres colegas muertos sentados en la mesa donde allí se encuentra Neil, él les cuenta que en realidad se suicidó metafísicamente y usando las técnicas egipcias del Puppet Master volvió a la vida teniendo que matar a sus pares para que no lo descubrieran. Neil en este punto ya se encuentra cansado de jugar con títeres de madera y tomando a Jester lo arroja contra una pared quedando con cara de asustado. Blade y Pinhead, que no les gustó eso, miran la escena mientras Neil los golpea a Megan y a Alex. Ella le rompe un florero en la cabeza y escapan pero son detenidos por la mucama ahora como Zombi. Neil se acerca y los ataca otra vez. Se traba una lucha entre él y Alex hasta que por una voltereta Neil cae en el ascensor abierto, en aquel lugar se encontraba Pinhead, que traba la puerta, y donde las marionetas han decidido encargarse de un asustado Neil por última vez.

## Reparto
- Paul Le Mat - Alex Whitaker
- William Hickey - André Toulon
- Irene Miracle - Dana Hadley
- Robin Frates - Megan Gallagher
- Jimmie F. Skaggs - Neil Gallagher
- Matt Roe - Frank Forrester
- Kathryn O'Reilly - Carissa Stamford
- Mews Small - Theresa
- Barbara Crampton - Mujer del carnaval
- David Boyd - Hombre del carnaval
- Peter Frankland - Asesino #1
- Andrew Kimbrough - Asesino #2

### Marionetas
- Blade
- Jester
- Pinhead
- Leech Woman
- Tunneler
- Shredder Khan
- Gengie

## Recepción
La recepción crítica de la película ha sido mixta. TV Guide dio a la película una reseña negativa llamándola "Una variación sin sentido en el género de los muñecos asesinos". R. Wes de Oh the Horror.com le dio a la película una revisión positiva diciendo: "A pesar de sus defectos, Puppet Master surge como una de las más agradables películas de terror del genero 'Juguetes asesinos'". Actualmente cuenta con un 33% "Rotten" en Rotten Tomatoes y se le dio un 5.6 en IMDb.

## Lanzamiento
Puppet Master ha sido reeditada varias veces. Está disponible en un box set con las siete primeras películas de la serie, en una colección de 18-discos con películas de Full Moon y en una colección importada con subtítulo en español. En 2007, Razor Digital lanzó una versión sin cortes en DualDisc, con las versiones estándar y estereoscópicas de la película. La versión sin cortes restaura una serie de escenas eliminadas, incluyendo imágenes adicionales de Frank y Carissa teniendo sexo, añadiendo a la muerte de Dana unos fotogramas adicionales que hacen que el corte en la garganta sea más visible y la escena de la muerte de Neil ampliándose para contener más gore. En diciembre de 2008, Band autorizó para que Puppet Master este disponible para descarga digital a través de iTunes Store; su primera incursión en el mercado digital.

### 20th aniversario edición en Blu-ray
El 15 de junio de 2010, Full Moon relanzó Puppet Master (en su formato panorámico original por primera vez) en una edición de coleccionista de 2 discos con su octava secuela (Puppet Master vs Demonic Toys no es de Full Moon Features y no se considera parte de la serie), Puppet Master: Axis of Evil. El conjunto incluye un embalaje con forma del maletero de Toulon, un cartel de Axis of Evil, tarjetas mini-póster de todas las películas de la serie y pegatinas con cada marioneta. El conjunto está disponible en DVD y Blu-ray, marca la primera incursión de Full Moon en el mercado de Blu-ray, incluyendo su primera película (Puppet Master) y su última película (Axis of Evil, por el momento). Desde el 27 de julio de 2010 Axis of Evil y el nuevo lanzamiento de la primera película están disponibles con opción de compra por separado en DVD y Blu-ray.

## Adaptación
En marzo de 2009, se informó que Band está interesado en rehacer Puppet Master de 1989 en 3-D. Del mismo modo, la película original fue reeditada por Razor Digital en 2007 en formato DualDisc, con versiones estándar y estereoscópicas.